# Martine Wolff
Martine Wolff (født 20. Juni 1996) er en norsk håndboldspiller som spiller for Larvik HK og for Norges håndboldlandshold.